# Josep Maria Bernat i Colomina
Josep Maria Bernat y Colomina (Barcelona, 12 de abril de 1925 - 26 de mayo de 1992) fue un compositor de sardanas.

## Biografía
Estudió música con el maestro, y amigo, Fèlix Martínez y Comín (1944). Fundó y fue capdanser (bailarín principal) de la Pandilla sardanista Liris Blaus de Barcelona, desde el 1945 y hasta su disolución el 1970; también fue danzante de l'Esbart de l'Orfeó Gracienc. Aunque se ganó la vida haciendo de sastre, desarrolló su faceta musical como comentarista musical en Radio Miramar y Radio 4, fue fundador y vicepresidente de la Unión de Colles sardanistes, asesor de la asociación Amigos del Conciertos del aCF.B., ejerció de articulista, de compositor, y como director de varias coplas. En 1979 se inició en la dirección musical con ocasión de la fundación de la Copla Mediterránea (hasta el 1992), y también efectuó esta tarea en la Copla Juvenil de Bellpuig (1986-1992), la Copla Sabadell (1988-1992) y la Tres Turons de Bellpuig.
Bernat fue autor de treinta y seis sardanas  y varias otras obras para copla. Su obra Cuatro movimientos en forma de sinfonía es considerada como la primera sinfonía para copla. Diversas de sus sardanas fueron galardonadas en concursos: así, Scala Dei obtuvo el premio Memorial Francesc Basil 1979, La balada dels cingles, el premio Centenario del Banco de Sabadell (1981), y Aloses fue premio Conrad Saló (La Bisbal d'Empordà, 1987).
Recuerda su nombre y su obra la entidad Amigos de Josep Maria Bernat, animada (hasta su traspaso) por el que fue gran amigo suyo, Fèlix Martínez i Comín y por el también compositor Jesús Ventura i Barnet. El ayuntamiento de Bellpuig, conjuntamente con la asociación Músics per la Cobla, concede las Becas Josep M. Bernat  para jóvenes instrumentistas de copla (20  ediciones hasta el 2014). El compositor Joan Lluís Moraleda le dedicó la sardana a dos coplas Per tu, Josep Maria (1990), y Tomàs Gil i Membrado la sardana Patética (1965).

## Obras

### Música para cobla
- Dues cançons per a violoncel i cobla: Ternuras; Ave Maria
- Quatre moviments en forma de simfonia (1984), para dos coplas y percusión (partes: Allegro moderato, Scherzo, Adagio, Allegro mi non tanto. Finale)
- Septenari i Pregària
- Suite número 1 (1969), para dos coplas y percusión (Partes: Sueños rotos, Ahirs y Claridades)
- Un día en la Noguera: poema cíclic (1992, estrenada póstumamente), para dos coplas y percusión

También arregló para copla música de Bach, Haendel, Mozart (Menuetto: Pequeña serenata nocturna), Schubert, Mendelssohn, Grieg, Txaikovsky y Ravel.

### Sardanas
- A la vila de Rubí (1978)
- En Manresa (1981)
- Aloses (1987), premio Conrad Salón
- Amor entre runes (1975)
- La balada de los cingles (1980), premio del concurso Centenario del Banco de Sabadell
- Bressolant (1963)
- Castelló de Farfanya (1964)
- Claustres del Carme (1987)
- Dedicatoria (1972), Premio de la Crítica en el concurso La Sardana del Año, dedicada a la colla Lliris Blaus
- L'Espluga de Francolí (1969), sardana del "pubillatge"
- L´esquirol (1970), para dos coplas y timbales
- Fades i follets (1984)
- Faig i branca (1986)
- Juvenil (1989)
- Maria Teresa (1974), Premio Sardana del Año 1976
- Mediterránea (1981), Premio de la Crítica de la Sardana del Año 1983
- Més enllà (1966)
- La nit (1987), inspirada en un ciclo de lieders de Franz Schubert
- Os de Balaguer (1976), premio Joaquim Serra
- Perseverança (1977), premio de Crítica de la Sardana del Año 1978
- Pins vora el mar (1965)
- Pluja a l´alba (1963)
- Presència (1987)
- Quan la nit se´n va (1965)
- Quasi un ángel (1967)
- Sant Jaume de Frontanyà (1981), Premio de la Crítica de la Sardana del Año
- Sardana d´infants (1982)
- Scala Dei (1979), premio Francesc Basil
- Tampoc no tenim por (1989)
- Transparències (1992, estrenada póstumamente)
- L´últim adéu (1964), en la muerte de su madre
- Un matí d´hivern (1970), dedicada en Molins de Rey
- Un racó del claustro (1961), primera sardana, letra del mismo autor
- Una vegada  hi havia... (1976)
- El Valle d´Ordino (1966)
- Vallarnau (1975)